# Apple A9X
Apple A9Xは、Appleによって設計されたSoC。2015年9月9日に発表されたiPad Proに搭載されるチップとして登場した。AppleはApple A8Xに比べ1.8倍の能力のCPU、2倍の能力のGPU、2倍のメモリバンド幅といった性能の大幅な向上を発表している。
また、L2キャッシュがApple A8Xの2MBから3MBに増加している。GPUは、PowerVR Series 7XT系統の12コアを搭載し、おおよそA11 Bionicに匹敵する性能を持つ。

## 採用製品
- 12.9インチiPad Pro (第1世代)[4] (2.36GHz)
- 9.7インチiPad Pro[5] (2.36GHz)